# Ergebnisse der Kommunalwahlen in Emden
In den folgenden Listen werden die Ergebnisse der Kommunalwahlen in Emden aufgelistet. Es werden die Ergebnisse der Stadtratswahlen ab 2001 angegeben.
Das Feld der Partei, die bei der jeweiligen Wahl die meisten Stimmen bzw. Sitze erhalten hat, ist farblich gekennzeichnet.
Die Werte sind z. T. jeweils auf einen Zehntelprozentpunkt (eine Nachkommastelle) auf- oder abgerundet.

## Parteien und Wählergemeinschaften
- B’90/Grüne: Bündnis 90/Die Grünen → Grüne
- CDU: Christlich Demokratische Union Deutschlands
- FDP: Freie Demokratische Partei
- GfE: Gemeinsam für Emden, Wählergemeinschaft aus der Stadt Emden
- Grüne: B’90/Grüne
- Linke: Die Linke
  - 2001: PDS
  - 2006: WASG/Linkspartei.PDS
- PARTEI: Die PARTEI
- PDS:  Partei des Demokratischen Sozialismus → Linke
- SPD:  Sozialdemokratische Partei Deutschlands
- WASG: Arbeit & soziale Gerechtigkeit – Die Wahlalternative → Linke

## Abkürzung
- Wbt.: Wahlbeteiligung

## Wahlergebnisse
Stimmenanteile der Parteien in Prozent
| Jahr | Gesamt | SPD   | GfE  | CDU   | Grüne | FDP   | Linke | Die PARTEI | Einzel- bewerber |
| ---- | ------ | ----- | ---- | ----- | ----- | ----- | ----- | ---------- | ---------------- |
| 2001 | 52,0   | 39,5  |      | 26,3  | 7,7   | 24,3  | 2,2   |            |                  |
| 2006 | 44,9   | 54,1  |      | 19,2  | 7,7   | 15,1  | 3,8   |            |                  |
| 2011 | 44,3   | 51,8  |      | 21,0  | 15,4  | 8,4   | 3,2   |            |                  |
| 2016 | 49,0   | 31,0  | 20,2 | 19,1  | 11,3  | 12,1  | 5,3   |            |                  |
| 2021 | 46,95  | 35,63 | 9,87 | 17,99 | 14,20 | 12,70 | 5,15  | 1,88       | 1,58             |

Sitzverteilung
Dargestellt ist das Ergebnis vom Wahltag. Spätere Fraktionswechsel sind nicht berücksichtigt.
| Jahr | Gesamt | SPD | GfE | CDU | Grüne | FDP | Linke | Die PARTEI | Einzel- bewerber |
| ---- | ------ | --- | --- | --- | ----- | --- | ----- | ---------- | ---------------- |
| 2001 | 42     | 17  |     | 11  | 3     | 10  | 1     |            |                  |
| 2006 | 42     | 23  |     | 8   | 3     | 6   | 2     |            |                  |
| 2011 | 42     | 22  |     | 9   | 6     | 4   | 1     |            |                  |
| 2016 | 42     | 13  | 9   | 8   | 5     | 5   | 2     |            |                  |
| 2021 | 40     | 14  | 4   | 7   | 6     | 5   | 2     | 1          | 1                |